# Engelberg
För andra betydelser, se Engelberg (olika betydelser).
Engelberg är en ort och kommun i kantonen Obwalden, Schweiz. Engelberg är en exklav omgiven av kantonerna Bern, Nidwalden och Uri. Kommunen har 4 380 invånare (2023).

## Historia
Benediktinerklostret Engelberg grundades år 1120 och blev snart det riksfria furstabbotdömet Engelberg. Under intryck av franska revolutionen övergick statsmakten i Engelberg år 1798 till dalens invånare och Engelberg var till år 1805 en självständig republik. Då förenades dalen med Nidwalden och därmed med Schweiz. År 1815 valde invånarna att förena sig med Obwalden.
Religion i Engelberg (2016)
|  | katolska kyrkan (64 %) |

|  | reformerta kyrkan (12 %) |

|  | återstående kristna/andra (13 %) |

|  | ingen tillhörighet/inte religiös (11 %) |

## Geografi
Kommunen ligger i Engelberger Aas dal. Byn Engelberg ligger vid flodens mellersta lopp, 1000 meter över havet. Dessutom ingår byarna Obermatt och Grafenort i flodens nedre lopp.

### Kommunikationer
Byn Engelberg nås med den smalspåriga järnvägen Zentralbahn från Luzern och Stans. Närmaste motorväg finns i Stans.